# Shepherd (Texas)
Pour les articles homonymes, voir Shepherd.
Shepherd, est une ville située au sud-est du comté de San Jacinto, au Texas, aux États-Unis,.

## Démographie
Lors du recensement de 2020, la ville comptait une population de 2 105 habitants.

### Source de la traduction
- (en) Cet article est partiellement ou en totalité issu de l’article de Wikipédia en anglais intitulé « Shepherd, Texas » (voir la liste des auteurs).